# 王彪 (明朝)
王彪，成都人，明朝政治人物。举人出身。

## 生平
王彪于正统年间（1436～1449年）接替雷诚任延平府知府一职，正统年间由邹良接任。